# 蒭雷草
蒭雷草（学名：Thuarea involuta）为禾本科蒭雷草属（亦作萏雷草）下的一个种。